# Pomar de Cinca
Pomar de Cinca es una localidad española perteneciente al municipio de San Miguel del Cinca, en el Cinca Medio, provincia de Huesca (Aragón).
Su economía es de base agropecuaria con el beneficio que suponen los riesgos del Cinca a través de la acequia de Selgua, que fertilizan gran parte de su suelo con notable incremento cerealista hortofrutícola y ganadero.
Su larga tradición se refleja en su estructura urbana, donde se articulan calles irregulares con trazado de épocas diversas y edificios de abolengo histórico. Entre estos, cabe citar, en la calle Mayor, la casa Mata, de estilo aragonés con balcones corridos, forjas, portada y escudo nobiliario, casa Sancho, en la plaza mayor con el blasón de los Rodellares o casa Arroyos, con portada de 1749, familia de larga y profundas raíces en el Alto Aragón. 

## Demografía
| Gráfica de evolución demográfica de Pomar entre 1842 y 1970 |
| |
| Población de derecho según los censos de población del INE Población de hecho según los censos de población del INEEntre el censo de 1981 y el anterior, este municipio desaparece porque se agrupa en el municipio San Miguel de Cinca |

## Patrimonio
La iglesia es un bonito ejemplo del siglo XVI con portada plateresca, bóvedas de profusa nervadura y cabecera pentagonal